# Кумури
Кумури (груз. ყუმური) — село в Грузии, на территории Ванского муниципалитета края (мхаре) Имеретия.

## География
Село находится в западной части Грузии, на берегах реки Кумури, на расстоянии приблизительно 5 километров (по прямой) к юго-западу от города Вани, административного центра муниципалитета. Абсолютная высота — 240 метров над уровнем моря.

## Население
По результатам официальной переписи населения 2014 года, в Кумури проживало 445 человек (216 мужчин и 229 женщин). В национальной структуре населения грузины составляли 99,8 %, русские — 0,2 %.
| Год  | Население, человек |
| ---- | ------------------ |
| 2002 | 556                |
| 2014 | ↘ 445              |